# فنسی گپ (ویرجینیا)
فنسی گپ (به انگلیسی: Fancy Gap) یک منطقهٔ مسکونی در ایالات متحده آمریکا است که در شهرستان کرول، ویرجینیا واقع شده‌است. فنسی گپ ۱۰٫۵ کیلومتر مربع مساحت و ۲۳۸ نفر جمعیت دارد و ۸۸۲ متر بالاتر از سطح دریا واقع شده‌است.